# Astronesthes indopacificus
Astronesthes indopacificus es una especie de pez de la familia Stomiidae en el orden de los Stomiiformes.

## Morfología
• Los machos pueden llegar alcanzar los 21 cm de longitud en total.

## Hábitat
Es un pez de mar y de aguas profundas que vive entre 100-3.178 m de profundidad.

## Distribución geográfica
Se encuentra en el Mar de Filipinas.